# Vocoder (grup musical)
Vocoder va ser un grup de tecno pop de Saragossa (Espanya) de la dècada de 1980.

## Història
El grup, inspirat en la Moguda Madrilenya i el tecno pop en general, es forma a la ciutat de Saragossa al febrer de l'any 1982, inicialment compost per Antonio Tenas (disc-jockey de Ràdio Joventut de Saragossa), Jesús Aparicio i dos components més. Aquesta formació només va estar funcionant durant un mes, la segona formació després de distribuir les seves maquetes per les emissores de ràdio de Saragossa, va participar en la primera fase del "I Concurso de Rock Ciudad de Zaragoza" organitzat pel consistori, que es va celebrar a la Casa de Cultura del barrio de Santa Isabel els dies 24, 25 i 26 de setembre de 1982. La banda va ser rebuda amb xiulets i fins i tot amb el llançament d'objectes, en una època en què no estava ben vist que un grup toqués amb màquines.
Aquest contratemps obliga a remodelar el grup al desembre, quedant com a trio: Jesús Aparicio, Javier Morgales i el propi Tenas. Aquesta formació es modifica al 1983 sent els components definitius fins a la seva dissolució els següents: Antonio Tenas, Pilar Pellicer, Alfonso Olarte i Antonio Laval (aquests dos últims companys d'institut).
Els quatre editen a DRO a l'octubre del 84 el seu primer disc. Es tracta d'un maxisingle amb dues cançons, ‘What Happens Now?’ i ‘Radio’ (DRO ND-001), la primera en anglès i la segona en francès i amb un ritme més discotequer que tecno. Aquest disc és el primer de Neon Danza (ND), el nou subsegell de DRO, l'objectiu del qual era (segons Servando Carballar) la “subversió física” i entrar a les discoteques espanyoles i europees.
Aquest maxisingle es va gravar als estudis Doublewtronics de Madrid, sota la producció del propi Servando Carballar i amb l'enginyer de so Jesus Gómez.
El disc va tenir un ressò remarcable, el tema ‘Radio’ va aconseguir convertir-se en la sintonia oficial de la XXI Vuelta Ciclista a Aragón i el grup apareix als programes de TVE Tocata i La Bola de Cristal, punts de referència televisius de la música d'aquell moment.
L'èxit del seu primer maxisingle va motivar la publicació el gener de 1986 d'un segon maxi (DRO 2ND-013) que contenia els temes ‘Mindanao’ i ‘Amor de robot’, igual que l'anterior amb melodies discotequeres que es van gravar amb un sofisticat equip tècnic per a l'època: el Linn 9.000.
Aquest maxisingle va ser el preludi del primer i únic àlbum del grup, ‘Vocoder’ (DRO 4ND-023), que veu la llum a l'abril de 1987 i que és el segon LP del pop aragonès que es grava a la dècada dels vuitanta, després del ‘Seguiremos informando’ de la Curroplastic. El LP, produït per Michel Huygen, mostra a un quartet que deixa enrere en bona part la seva devoció discotequera optant per una major varietat sonora que va des del tecno disco ‘Hacker’ a la balada romàntica ‘En mi oscuridad', el sinfonisme ‘Radiotelescope’, la cançó protesta amb sintetitzadors ‘Educación' o la pura diversió electrònica ‘Mi novia tiene un lío con Satán'. Aquest últim va ser el tema més comercial i el primer single de l'àlbum que, malgrat les expectatives i fins i tot tenint un petit club de fans a Mèxic, no arriba a funcionar.
Desmoralitzat, i amb els sintetitzadors i el tecno pop cada vegada menys en auge pel ressorgiment de les guitarres elèctriques, el quartet es dissol de mutu acord al 1988. Un parell d'anys més tard, Tenas es dedicarà professionalment a la promoció de concerts amb la seva productora Vocoder, una faceta que ja havia començat al 85 en muntar una sèrie de matinals al cinema Pax on van debutar Heroes del Silencio.
L'any 2012, gairebé trenta anys després de la seva edició, els dos primers maxisingles de Vocoder es reediten als Estats Units. Un entusiasta del tecno italià dels vuitanta, Flemming Dalum, va descobrir a la banda navegant per internet i es va quedar al·lucinat pel seu so, ritme i melodies. Per tant, va decidir investigar fins a contactar amb Antonio Laval i obtenir els permisos i llicències necessàries per a la reedició d'aquests maxisingles. Tot això en col·laboració d'un altre seguidor del italo-disco dels vuitanta Josh Cheon, propietari del segell Dark Entries Records. El títol del CD sota el que es reediten els maxis esmentats és Cuadro sinóptico en el qual s'acompanyaven també un encarte amb dades, fotos del grup i una gran postal amb la Basílica del Pilar, l'Ebre, el pont de Ferro i un expressiu “Greetings (records) from Zaragoza”.
El 25 de setembre de 2015, mor Antonio Tenas i gairebé tres anys després, el 22 de juliol de 2018 mor Alfonso Olarte, ambdós membres fundadors de Vocoder.

## Discografia[calcitació]

### Senzills
- ¿Que sucede ahora? (What Happens Now?) (senzill 7" promocional i maxisingle 12") (1984)
- Mindanao (senzill 7" promocional i maxisingle 12") (1985)
- Mi novia tiene un lío con Satán (senzill 7") (1987)
- Cuadro Sinóptico (maxisingle 12" reedició per als EUA dels seus dos primers senzills) (2012)

### Àlbums
- Vocoder (1987)

## Membres
Última formació
- Alfonso Olarte
- Antonio Laval Molina
- Antonio Tenas
- Pilar Pellicer

Membres anteriors
- Jesús Aparicio
- Javier Morgales